# Зиоменко, Юрий Иванович
Юрий Иванович Зиоменко (укр. Юрій Іванович Зіоменко; 25 января 1939, Харьков, Украинская ССР — 17 июня 1996, там же, Украина) — советский и украинский учёный-правовед, кандидат юридических наук (1970), доцент. Специалист в области гражданского права.
Преподавал в Харьковском юридическом институте и Харьковской государственной академии городского хозяйства. Лауреат Государственной премии Украинской ССР в области науки и техники (1984).

## Биография
Юрий Зиоменко родился 25 января 1939 года в Харькове. Высшее образование получил в Харьковском юридическом институте (ХЮИ), который окончил в 1962 году. На протяжении следующих четырёх лет после окончания ХЮИ был адвокатом в Полтавской областной коллегии адвокатов.
В 1966 году начал трудиться в ХЮИ, где последовательно занимал должности: аспиранта, ассистента, старшего преподавателя и доцента. В 1970 году под научным руководством А. А. Пушкина Юрий Зиоменко защитил диссертацию на соискание учёной степени кандидата юридических наук по теме «Семья и право на жилую площадь». Его официальными оппонентами во время защиты диссертации были профессор Ю. Г. Басин и доцент В. В. Луць. Имел учёное звание доцента. Был одним из официальных оппонентов на защите кандидатской диссертации Е. О. Харитонова в 1980 году.
В 1984 году, за изданный в 1983 году учебник для высших учебных заведений «Советское гражданское право», его основные авторы: В. Ф. Маслов, А. А. Пушкин, В. К. Попов, М. И. Бару, Ч. Н. Азимов, Д. Ф. Швецов, Ю. И. Зиоменко и В. С. Шелестов были награждены Государственной премией Украинской ССР в области науки и техники. C того же года и вплоть до своей смерти трудился в Харьковском институте инженеров коммунального строительства (с 1989 года — Харьковский институт инженеров городского хозяйства, а с 1994 года — Харьковская государственная академия городского хозяйства), где преподавал правовые дисциплины.
Был народным заседателем Киевского районного суда города Харькова. По состоянию на 1984 год был членом КПСС.
В сферу научных интересов Юрия Зиоменко входили вопросы правового регулирования жилищных отношений, внедоговорных отношений и частной собственности граждан. Его основными научными трудами были написанные в соавторстве учебник «Советское гражданское право» (1983) и монография «Конституционное право на частную собственность». Считается одним из основателей Харьковской цивилистической школы. Юрий Иванович скончался 17 июня 1996 года в Харькове.